# Hypena manalis
Hypena manalis là một loài bướm đêm thuộc họ Erebidae. Nó được tìm thấy ở Minnesota tới Nova Scotia, phía nam đến Florida và Texas.
Sải cánh dài 23–28 mm. Con trưởng thành bay từ tháng 5 đến tháng 9 ở phía nam và từ tháng 6 đến tháng 8 in the north. There two to three generations per year.